# Diecezja Niranam (syryjska)
Diecezja Niranam – diecezja Malankarskiego Syryjskiego Kościoła Ortodoksyjnego z siedzibą w Niranam w stanie Kerala w Indiach.